# Patu qiqi
Patu qiqi is een spinnensoort uit de familie Symphytognathidae. De soort komt voor in China.